# Bareback
At ride bareback er at ride på en hest uden saddel og stigbøjler. I rodeo-sammenhæng findes der barebackkonkurrencer, hvor det gælder om at blive siddende længst muligt på en hest, der springer rundt. Rytteren har ikke noget andet at holde fast i end et "håndtag", der er spændt på hesten. Rytteren må kun benytte den ene hånd til at holde fast med, og på intet tidspunkt må den anden hånd røre noget.
| Sport | Spire Denne artikel om sport er en spire som bør udbygges. Du er velkommen til at hjælpe Wikipedia ved at udvide den. |